# Organizacja społeczna
Ten artykuł należy dopracować:

przedstawiono sytuację tylko z polskiej perspektywy – artykuł powinien być przekrojowy.
Pomóż go poprawić. Na stronie dyskusji mogą znajdywać się pomocne komentarze.
Organizacja społeczna – organizacja określona w polskim Kodeksie postępowania administracyjnego (KPA) jako mogąca uczestniczyć w postępowaniu administracyjnym oraz sądowoadministracyjnym, w zależności od spełnienia określonych przesłanek, w charakterze podmiotu prawa będącego stroną albo uczestnikiem na prawach strony, albo w charakterze jednostki, której organ wykonuje zlecone zadania organu administracji publicznej.
Zbliżony termin „organizacja pozarządowa” nie jest równoznaczny z terminem „organizacja społeczna”, np. związek zawodowy jest organizacją społeczną, lecz nie jest organizacją pozarządową. Z kolei zgodnie z orzecznictwem Naczelnego Sądu Administracyjnego, zaliczana do organizacji pozarządowych fundacja, nie mieści się w pojęciu organizacji społecznej.

## Rodzaje organizacji społecznych
Organizacja społeczna to pojęcie zdefiniowane poprzez wyliczenie jej przykładowych rodzajów, takich jak organizacja zawodowa, samorządowa (z wyłączeniem jednostek samorządu terytorialnego, w tym jednostek pomocniczych tego samorządu), spółdzielcza, przy czym poszczególne rodzaje mogą nakładać się na siebie, a wyliczenie ma charakter otwarty, dopuszczając również inne rodzaje organizacji społecznej. 
Wśród organizacji społecznych wyróżnia się zrzeszenia publicznoprawne takie jak Polski Czerwony Krzyż, Polski Związek Łowiecki, Krajowa Rada Spółdzielcza, samorząd zawodu zaufania publicznego, czy samorząd zawodu służby publicznej. Ponadto zalicza się do nich  stowarzyszenie rejestrowe i zwykłe, a także inne prywatnoprawne organizacje społeczne i zawodowe, takie jak związki zawodowe, związki zawodowe rolników indywidualnych, społeczno-zawodowe organizacje rolników, spółdzielnie i związki  spółdzielcze, organizacje innych samorządów gospodarczych, organizacje pracodawców, oraz inne (np. koła gospodyń wiejskich, koła łowieckie, partie polityczne, albo niektóre organizacje wyznaniowe inne niż fundacje).

## Możliwe role przy udziale w postępowaniu administracyjnym
Organizacja społeczna może uczestniczyć w postępowaniu administracyjnym jako strona lub jako uczestnik na prawach strony, a także jako jednostka, której organ wykonuje zlecone zadania organu administracji publicznej.

### Jako strona
Kodeks postępowania administracyjnego stanowi, że do występowania w postępowaniu administracyjnym jurysdykcyjnym w charakterze strony uprawniony jest każdy, czyjego interesu prawnego lub obowiązku dotyczy postępowanie, albo kto żąda czynności organu ze względu na swój interes prawny lub obowiązek, w tym osoby fizyczne, osoby prawne, a także organizacje społeczne albo państwowe lub samorządowe jednostki organizacyjne, które nie posiadają osobowości prawnej (art. 29 KPA).

### Jako uczestnik na prawach strony
Organizacja społeczna może w sprawie dotyczącej innej osoby wystąpić z żądaniem wszczęcia postępowania lub dopuszczenia organizacji społecznej do udziału w postępowaniu, jeżeli jest to uzasadnione celami statutowymi tej organizacji i gdy przemawia za tym interes społeczny. Oba te wymogi muszą zostać spełnione łącznie. Ich wystąpienie powinno zostać należycie uzasadnione we wniosku o dopuszczenie organizacji społecznej do udziału w sprawie.
Przesłanka uzasadnienia celami statutowymi została bezpośrednio powiązana z art. 10 ust. 1 pkt 3 Prawa o stowarzyszeniach. „Zapisy regulaminu organizacji społecznej winny być tak sformułowane, aby nie nasuwały żadnych wątpliwości na jakie obszary działalności są nakierowane działania”. „Określenie „cel statutowy” oznacza, że sprawa dotyczy zasadniczych kierunków działalności danej organizacji, zapisanych w statucie lub w innym, spełniającym podobną do statutu funkcję, akcie regulującym wewnętrzny ustrój danej organizacji społecznej”.
„Pojęcie „interesu społecznego” (art. 31 § 1 k.p.a.) wymaga każdorazowo indywidualnej oceny. Kryterium „interesu społecznego” stanowi kryterium niedookreślone, którego treść zmienia się w czasie w zależności od wartości uznawanych w społeczeństwie. (…) Udział organizacji społecznej w postępowaniu administracyjnym nie może służyć wyłącznie partykularnym interesom samej organizacji społecznej, jak również nie może prowadzić do naruszenia sfery prywatności stron postępowania poprzez nadmierne poszerzenie kręgu jego uczestników”.
Organizacja społeczna powinna wykazać „kwalifikacje”, jakie posiada do występowania w danej konkretnej sprawie. Ponadto organizacja społeczna może brać udział w postępowaniu w imieniu i na rzecz pracownika delegowanego na terytorium RP lub z terytorium RP albo pracodawcy delegującego pracownika na terytorium RP lub z terytorium RP – za zgodą strony w imieniu i na rzecz której występuje w postępowaniu.
W razie braku spełnienia przesłanek uzasadniających dopuszczenie organizacji społecznej do udziału w postępowaniu administracyjnym organ wydaje postanowienie o odmowie wszczęcia postępowania lub dopuszczenia do udziału w postępowaniu organizacji społecznej, na które służy zażalenie, a następnie skarga do sądu administracyjnego.
Organizacja społeczna, która nie uczestniczy w postępowaniu na prawach strony, może za zgodą organu przedstawić temu organowi swój pogląd w sprawie, wyrażony w uchwale lub oświadczeniu jej organu statutowego. Jedyną przesłanką dopuszczenia organizacji społecznej do wyrażenia organowi swojego poglądu w sprawie jest zgoda organu. Taka zgoda powinna jednak zostać poprzedzona analizą przesłanek, o których mowa w art. 31 § 1 KPA.

### Jako jednostka, której organ wykonuje zadania organu administracji publicznej
Organy organizacji społecznej mogą występować w obrocie administracyjnoprawnym w roli podmioty wykonującego zlecone zadania organu administracji publicznej w rozumieniu art. 5 § 2 pkt 3 KPA. Organami wyższego rzędu w stosunku do organizacji społecznych są wówczas odpowiednie organy wyższego stopnia tych organizacji, a w razie ich braku – organ państwowy sprawujący nadzór nad ich działalnością. Organami naczelnymi w stosunku do organów organizacji społecznych są naczelne organy tych organizacji, a w razie braku takiego organu – Prezes Rady Ministrów lub właściwi ministrowie sprawujący zwierzchni nadzór nad ich działalnością.